# Asimilación cultural
Asimilación cultural es un modo de designar el proceso de integración de un grupo etno-cultural — tal como los inmigrantes, grupos étnicos minoritarios y otros — en una comunidad mayor o dominante, dentro de lo que se considera establecido como lo común. La presunción de que dichos elementos generales garantizan  la convivencia cultural dentro de un estado o territorio motiva el inicio de dicho proceso.
En este proceso, el grupo que es absorbido pierde por lo general su originalidad de manera parcial o total, como sus maneras de hablar, su lengua o dialecto, sus peculiaridades en el habla, sus prácticas, modos de ser y otros elementos de su identidad cultural cuando entra en contacto con la sociedad o cultura dominante.  
La asimilación puede ser voluntaria, como es el caso frecuente de los inmigrantes; o puede ser forzada, como ocurre a muchas etnias minoritarias dentro de un estado determinado en procesos de colonización. Procesos de asimilación cultural se han presentado durante toda la historia de la humanidad y muchos han generado nuevas culturas. Por ejemplo, la conquista de las Américas por parte de las potencias europeas de los siglos XV a americanización que suele confundirse con uno más antiguo y amplio denominado la occidentalización.

## Asimilación por parte de una cultura rica

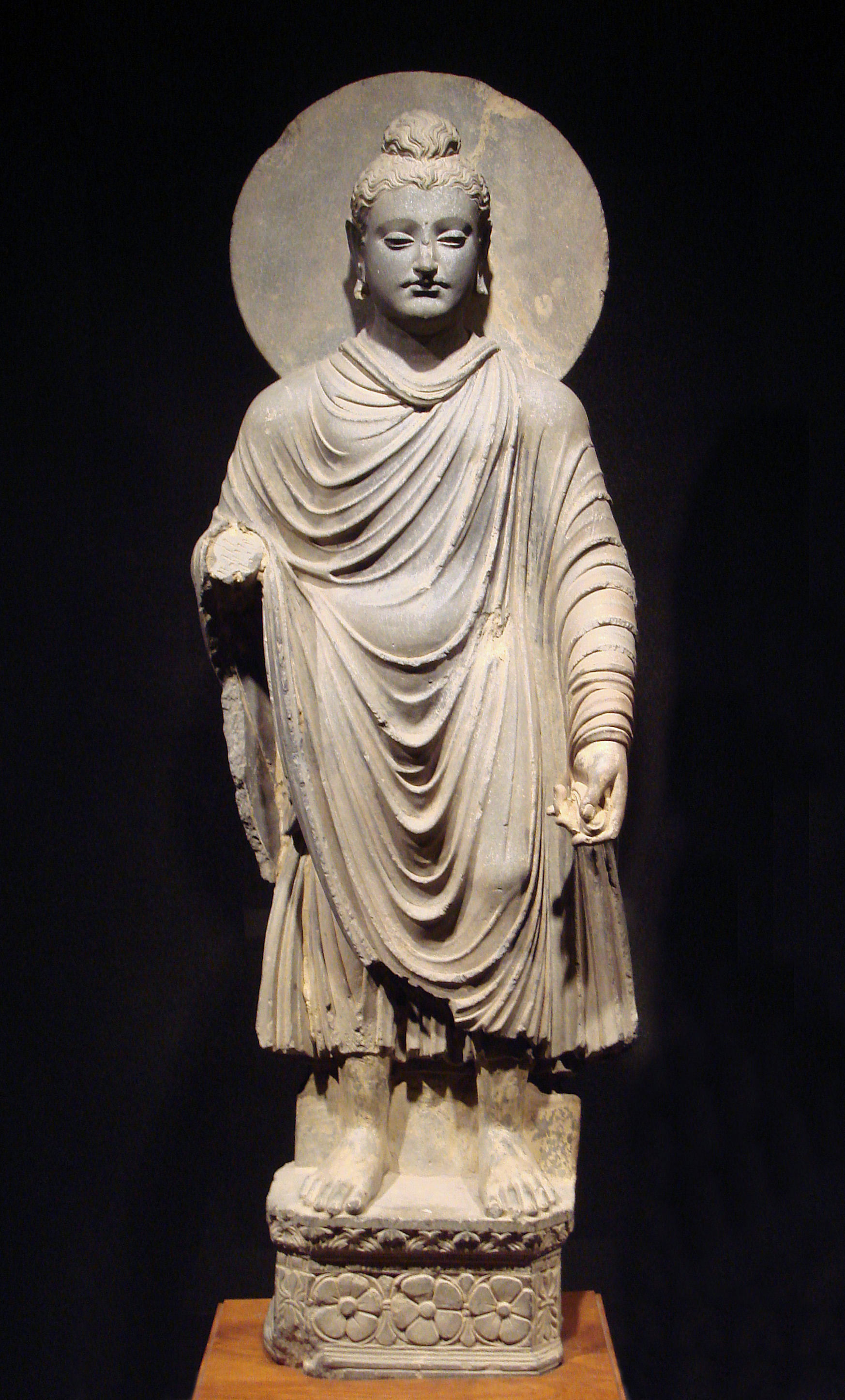
El Gandara Buda, una estatua datada entre los siglos I y II d.C. procedente del territorio del actual Pakistán con estilo griego, ejemplo del proceso de helenización que alcanzó a India tras Alejandro Magno.

El ejemplo más conocido en el cual una cultura dominada políticamente asimiló culturalmente a la que la dominó, es la cultura griega. Los romanos conquistaron todo el territorio de la cuenca del Mar Mediterráneo pero fueron a su vez asimilados culturalmente por una de sus colonias, de mayor riqueza cultural y antigüedad. Sin embargo, la historia de los griegos entre Europa, África y Asia fue siempre de asimilaciones en procesos conocidos como la helenización a partir de Alejandro Magno ante la cual Israel se opuso fieramente como queda registrado en los libros de los Macabeos. La helenización llegó incluso a influir tan lejos como la India y es uno de los pilares fundantes de la cultura occidental.
Un producto de una nueva asimilación cultural, comienza, esta vez dentro del término de asimilación religiosa cuando Constantino después de grandes purgas y persecuciones, legaliza; es decir permite la práctica de la religión judeocristiana lo que eventualmente resulta en detrimento de las religiones paganas.

## Asimilación por conquistas
A su vez, con la Romanización del Imperio, los pueblos conquistados eran invitados a aceptar los elementos culturales romanos como garante de pertenecer al mundo "civilizado" de entonces (CIVITATES). Producto de esta romanización surgen las naciones latinas de Europa y sus respectivos idiomas, pero también otras naciones con una fuerte influencia latina en el norte de Europa, el norte de África y el Medio Oriente. 
El Descubrimiento de América y la consecuente conquista de los pueblos nativos americanos, llevó a una Europeización forzada de las colonias en el Nuevo Mundo entendidas especialmente como la castellanización en la que se impusieron especialmente el idioma castellano y la religión católica, vistos como garantía de integración civilizada de derivación romana en lo que concierne a España y con sus respectivos procesos en lo que concierne a las otras potencias europeas en América como Portugal, Inglaterra, Francia y Holanda. El mismo proceso se traduciría en los avances europeos en tierras africanas, en Asia y en Oceanía. En territorio europeo se presentarían casos de conquistas militares y culturales a Irlanda de parte de Inglaterra, las conquistas napoleónicas o de integraciones políticas de pueblos de diferentes lenguas como el proceso de unificación de España tras la expulsión de los judíos (siglo XV) y árabes (siglos XV-XVII), la conformación del Sacro Imperio Romano Germánico, las conquistas rusas de Siberia y muchos otros casos. 
Sin embargo, las naciones europeas no serían las únicas protagonistas de conquistas o asimilaciones culturales de otras naciones o continentes: antes de los españoles los aztecas y los incas ya habían conformado imperios en América y China, Japón, India, Arabia, Persia y Mongolia tenían sus experiencias de sometimiento cultural, militar y político de otros pueblos.

## Asimilación de inmigrantes
El otro aspecto de asimilación cultural se da con la llegada de los inmigrantes y refugiados a otras naciones. El proceso puede ser complejo, porque no siempre estos grupos de personas desean asimilarse al país en donde se encuentran, sino que muchos prefieren defender la cultura propia de sus lugares de origen, aspecto que puede traerles dificultades como marginación y el rechazo. Otros realizan el proceso de asimilación de manera parcial y pragmática, es decir de aculturación, asumiendo los elementos culturales dominantes en sociedad y conservando sus manifestaciones propias en el ámbito íntimo. Otros en cambio se muestran completamente abiertos a asumir la cultura que los acoge y olvidan con frecuencia sus orígenes llegando incluso a renegar de ellos. Lógicamente los niños son los más abiertos a la asimilación cultural.
En la época contemporánea, el tema de la asimilación cultural de los inmigrantes es común en países industrializados en donde llegan cientos de inmigrantes de países en vías de desarrollo que no sólo se constituyen en una fuerza de trabajo, sino que traen consigo sus propias manifestaciones culturales y lenguas. El elemento cultural que resulta más conflictivo es sin duda el de la religión al cual los grupos humanos se aferran con mayor fidelidad, entrando no pocas veces en conflicto con la religión del grupo dominante.
Los fenómenos de inmigración, así como las conquistas y colonizaciones, han estado presentes en toda la historia de la humanidad y se presentan gracias a complejos procesos sociales, políticos y económicos, tales como las crisis económicas y los conflictos políticos internos de una nación. En el caso de quienes salen de su país por motivos de seguridad (por guerras civiles, invasión bélica por parte de otros países, persecución religiosa, política, de raza, etc.), se habla específicamente de refugiados. Durante las dos guerras mundiales del siglo XX numerosos pueblos europeos emigraron a diferentes partes del mundo, especialmente al continente americano. Por lo general los pueblos que emigran buscan inicialmente una paridad cultural y por lo mismo españoles e italianos preferían a Hispanoamérica mientras ingleses e irlandeses preferían a los Estados Unidos. La crisis económica que sacudió a Argentina a fines del siglo XX hizo que muchos descendientes de esos inmigrantes europeos regresaran a sus cunas ancestrales en búsqueda de la bonanza económica de la Unión Europea por lo cual es posible concluir que la dirección de la emigración puede cambiar de manera opuesta y por circunstancias históricas.
La asimilación cultural de grupos humanos que guardan raíces culturales ancestrales como por ejemplo los pueblos hispanos o los pueblos anglosajones es más rápida que aquellos que tienen una mayor diferencia histórica. Por esta razón, la asimilación cultural de los hispanoamericanos en España o en Italia es más rápida de la asimilación cultural de inmigrantes marroquíes o pakistaníes.

## Asimilación forzada

### Razones de la asimilación forzada
Si un gobierno pone un énfasis extremo en la homogeneización de la identidad nacional, esto puede ocasionar enemigos históricos, especialmente en el caso de minorías. Dicha situación ha llevado con frecuencia a dramáticas imposiciones culturales e incluso al extremos del exterminio de la minoría cultural algunas veces al punto de considerar esto como la única alternativa. El exterminio puede ser la negación total de la identidad cultural de la minoría, presentando su cultura como inferior e inconveniente o su eliminación física sea por medio de la expulsión de su territorio o por el genocidio. Una asimilación cultural forzada ocurre por lo tanto cuando una mayoría obliga a una minoría a conformarse a la primera.

### Asimilación de inmigrantes y colonización
La asimilación es también el estado de cambio. Esto ocurre por lo general con los inmigrantes. Es un tema difícil, porque la llegada de un inmigrante es similar a la llegada de un visitante a casa. Un visitante no puede llegar a cambiar la cultura de la casa, y si no quiere adaptarse debe asimilar la nueva cultura o marcharse a un nuevo sitio que tenga una cultura similar. Tarde o temprano los inmigrantes dejan de lado ciertas prácticas que les identificaban con su propia cultura y se vuelven algo similar a todos los demás a causa de la asimilación. La asimilación ocurre también en los casos de colonización. Históricamente los casos más recientes de colonización en el mundo fueron llevados a cabo por varias naciones de Europa en el resto de los continentes. Ese proceso de colonización es también el que generó la llamada europeanización. Naciones como España, Portugal, Inglaterra, Francia y los Países Bajos colonizaron durante el siglo XVI el continente de América, forzaron las tradiciones de los indígenas americanos y en la mayoría de los casos los trataron como si fuesen inmigrantes en sus propias tierras. Casos similares se presentaron en Australia, África y Asia. Pero Europa no ha sido el único caso: también otras naciones no europeas han iniciado procesos de colonización y asimilación cultural forzada. Uno de los casos más recientes es el de China con el Tíbet.

### Asimilación de minorías étnicas
La asimilación cultural es un proceso intenso que consiste en la integración de grupos minoritarios étnicos dentro de la comunidad étnica mayoritaria o dominante. Ejemplo de esto es Birmania, donde la minoría étnica es la dominante y pretende asimilar a la mayoritaria, pero por lo general se da que la mayoría étnica pretende asimilar a la minoritaria como en Malasia en donde los malayos forzan a las etnias de procedencia india. Uno de los casos más notables de asimilación de minoría étnica se presentó en Colombia durante el siglo XX con el intento de colombianización del pueblo raizal del Archipiélago de San Andrés. La asimilación étnica supone la pérdida de preciosos elementos culturales y tradicionales como la lengua, el modo de vestir y las relaciones sociales y económicas del grupo, lo que genera profundas crisis que pueden perdurar por mucho tiempo.
Por lo general esta tiene que ver también con lo que se denomina la asimilación lingüística la cual puede tener el peligro de crear un fenómeno de lenguicidio o desaparición del dialecto o idioma del grupo minoritario. Casos de asimilación lingüística se pueden ver en las políticas de Estados Unidos en relación con sus poblaciones hispanas. Entre los países hispánicos esta experience se conoce como castellanización como las aplicadas en las colonias españolas en América con la prohibición de las lenguas locales, así mismo como al interior de la misma España. Derivados de esta castellanización se puede hablar de fenómenos similares como la colombianización en el caso de las islas de San Andrés, la mexicanización y otros muchos procesos en América en relación con las comunidades indígenas y afroamericanas.

### Asimilación religiosa
La asimilación religiosa contempla varias formas como la conversión forzada, la misma conversión con sus diferentes perspectivas religiosas (en el caso del cristianismo con la evangelización o la predicación). La conversión forzada es y ha sido ejercida por todas las religiones: en India por ejemplo, los miembros de otras religiones tienen un sinnúmero de desventajas políticas y sociales frente al Estado en comparación con los hinduistas, de igual manera países de confesión musulmana ejercen prácticas similares con miembros de otras religiones o incluso prohíben otras religiones. Los cristianos europeos y americanos ejercieron desde el Edicto de Milán, es decir, cuando el Imperio romano se hizo cristiano, auténticos procesos de conversión forzada contra los llamados paganos y contra los judíos. Los mismos judíos ejercieron conversiones forzadas con los pueblos que conquistaron durante la dinastía de los Asmoneos y los reyes hinduistas de Sri Lanka, Camboya y Tailandia decretaron el budismo como la religión del pueblo una vez ellos mismos se hicieron discípulos del Buda.
Otra forma de asimilación es la asimilación religiosa mutua. Se trata de la voluntad del Estado, principalmente, de propugnar el laicismo entre emigrantes y autóctonos; esto se consigue al no plantear una financiación especial para la religión que dependa de la cultura autóctona y tampoco para las nuevas religiones.

## Asimilación por cultura dominante
Si bien existen diversos procesos de asimilación cultural a mayor o menor escala en diferentes periodos históricos y regiones del mundo, existen procesos de asimilación cultural liderados por culturas dominantes que tienen en la actualidad un cierto grado de notabilidad mundial, incluso si en muchas ocasiones sus términos son utilizados de manera arbitraria. En tal caso la asimilación asume el nombre de la cultura que la lidera, por ejemplo, la asimilación cultural que el Imperio romano ejerció sobre los pueblos que conquistaba es conocida como Romanización, es decir, que obligaba a los conquistados a romanizar sus sociedades para obtener ciertos derechos y consideraciones por parte de Roma. Muchos de los procesos específicos de asimilación a lo largo de la historia están interrelacionados o son derivados unos de otros. Por ejemplo, la romanización guarda estrecha relación con la helenización por parte de Grecia. La castellanización produciría en el tiempo procesos derivados en América como la colombianización, mexicanización y todos aquellos derivados de las antiguas colonias castellanas en el continente. Pero a su vez, la castellanización es parte de la europeanización y esta de la occidentalización dentro de la cual se tiene la americanización en relación con la cultura estadounidense. En Asia se puede hablar de las siguientes: judaización, camboyanización, indianización, japonización y arabización, entre muchas otras.